# Carlos Casagrande
Carlos Eduardo Casagrande (Itararé, 16 de outubro de 1968) é um ator, empresário e ex-modelo brasileiro. Em 1985, aos dezesseis anos, tornou-se modelo, desfilando pela Elite Model Look, e em 1998 ingressou na carreira de ator. Em 2015 mudou-se para Miami, onde abriu um complexo de restaurantes na Brickell Avenue.

## Vida pessoal
É de ascendência espanhola, indígena e italiana.

## Filmografia

### Cinema
| Ano  | Título                  | Personagem | Ref.        |
| ---- | ----------------------- | ---------- | ----------- |
| 2003 | Lisbela e o Prisioneiro | Steve      |             |
| 2007 | Xuxa em Sonho de Menina | Ricardo    |             |
| 2010 | Dores e Amores          | Felipe     |             |
| 2019 | A Palavra               | —          | [ 4 ]       |
| 2022 | Primavera               | Leonor     | [ 5 ] [ 6 ] |

### Televisão

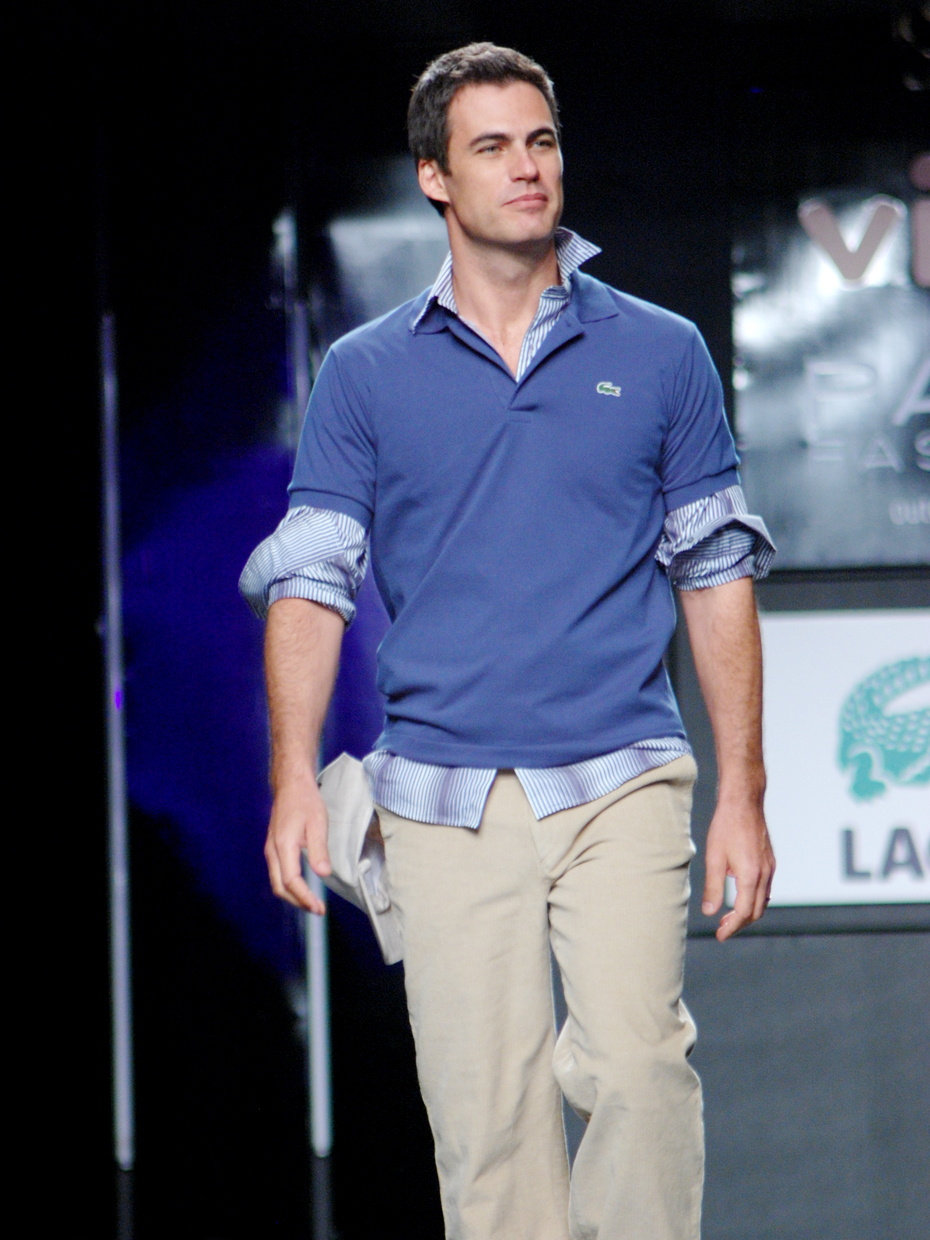
Carlos Casagrande atuando como modelo em 2008.

| Ano  | Título               | Papel                      | Notas                                                               | Ref.  |
| ---- | -------------------- | -------------------------- | ------------------------------------------------------------------- | ----- |
| 1998 | Malhação             | Juan Coelho                | Temporada 4                                                         |       |
| 1998 | Pecado Capital       | Fernando Assis (Assis)     |                                                                     |       |
| 1999 | Chiquinha Gonzaga    | Carlinhos                  |                                                                     |       |
| 1999 | Andando nas Nuvens   | Joaquim Pedro Honório (JP) |                                                                     |       |
| 2000 | Marcas da Paixão     | Diogo Vilaverde            |                                                                     |       |
| 2001 | Roda da Vida         | Caio Amarantes Alencar     |                                                                     |       |
| 2002 | Marisol              | Rodrigo Lima do Vale       |                                                                     |       |
| 2005 | América              | André                      |                                                                     |       |
| 2005 | A Lua Me Disse       | Joel                       | Episódios: "29–30 de setembro"                                      |       |
| 2005 | Sob Nova Direção     | Zé Roberto                 | Episódio: "Oitenta Outra Vez"                                       |       |
| 2007 | Paraíso Tropical     | Rodrigo Sampaio            |                                                                     |       |
| 2007 | Sete Pecados         | Investigador Amadeu Vianna |                                                                     |       |
| 2008 | Toma Lá, Dá Cá       | Marcelo                    | Episódio: "Falando Grosso"                                          |       |
| 2008 | Dicas de um Sedutor  | Cássio                     | Episódio: "Quem Perde, Ganha!" Episódio: "Embarangada"              |       |
| 2008 | Casos e Acasos       | Flávio                     | Episódio: "A Fuga, a Namorada e o Recheio"                          |       |
| 2008 | Uma Noite no Castelo | Landin                     | Especial de final de ano                                            |       |
| 2009 | Viver a Vida         | Carlos Lambertini          |                                                                     |       |
| 2011 | Fina Estampa         | Juan Guilherme Passarelli  |                                                                     |       |
| 2013 | Louco por Elas       | Roberto                    | Episódio: "Os Amigos de Léo e Giovana" Episódio: "Amizade Colorida" | [ 7 ] |
| 2015 | I Love Paraisópolis  | Tiago Brenner              |                                                                     | [ 8 ] |

## Teatro
| Ano  | Título                             | Personagem     |
| ---- | ---------------------------------- | -------------- |
| 2005 | Primavera                          | Leonor         |
| 2013 | Paixão de Cristo de Nova Jerusalém | Pôncio Pilatos |